# Línguas catuquinas
As línguas catuquinas  formam uma família de línguas ameríndias do Brasil (Amazonas e Acre).

## Línguas
As línguas katukinas são (Queixalós & Silva 2007):
- Língua katukina-kanamari
- Língua katawixi

## Vocabulário
Vocabulário básico do Katukína colhido por Johann Baptist von Spix, por volta de 1820, "num afluente sem nome (com águas pretas)" do rio Juruá e publicado por von Martius (1867, pp. 161-163) (citado em Rodrigues 1986):
| Português | Katukína |
| --------- | -------- |
| cabeça    | ki       |
| cabelo    | kitai    |
| orelha    | maseta   |
| olho      | iko      |
| nariz     | opakpo   |
| boca      | nunaki   |
| língua    | noko     |
| dente     | i        |
| braço     | pang     |
| mão       | paki     |
| pé        | ahman    |
| sangue    | mimi     |
| ovo       | po       |
| sol       | txa      |
| lua       | walia    |
| terra     | houng    |
| pedra     | kaliru   |
| água      | watahi   |
| fogo      | ihta     |
| anta      | mu       |

## Comparações lexicais
Algumas semelhanças lexicais entre o katukina e o proto-jivaro:
| Português      | Katukina              | Proto-Jivaro     |
| -------------- | --------------------- | ---------------- |
| beija-flor     | aNpi                  | *hempe           |
| carrapato      | piːʧiN                | piiti (Aguaruna) |
| casa           | hak                   | *hega, *aaka     |
| cobra          | hihpaN                | *paNki           |
| mandioca/beiju | mama ‘beiju’          | *mama ‘mandioca’ |
| nariz          | *uhi (Proto-Katukina) | *nuhi            |
| orelha         | kubisa                | *kuwiʃi          |
| peixe          | bamak                 | *namak(a)        |
| sol            | ʧaN                   | *etsan           |

Algumas semelhanças lexicais entre o katukina e o maku (jukude):
| Português | Katukina                        | Katawixi                | Maku         |
| --------- | ------------------------------- | ----------------------- | ------------ |
| aranha    | buːʧaN                          | maʔsa                   | meʧaha       |
| árvore    | uːmaŋ                           |                         | oːba         |
| avó       | bebe                            |                         | baːba        |
| boca      | *biʧi (Proto-Katukina-Katawixi) | bisi                    | wɨːʧi, wɨtsi |
| bom       |                                 | hade                    | eːdi         |
| cabeça    | kiː                             |                         | keː(-te)     |
| carvão    |                                 | nan-ɡʔuti (nan- ’fogo’) | nʉhẽ-nakuʧi  |
| lavar     | kuʤi                            |                         | koʦi         |
| língua    |                                 | no                      | duː(-te)     |
| lua       |                                 | jan                     | ja           |
| macaco    | upe                             |                         | lube         |
| mãe       | na-ju                           |                         | nõ           |
| plural    | -nuk                            |                         | -nuʔu        |
| semente   | -koN                            |                         | kʉː(-te)     |
| tamanduá  | paːʤa                           |                         | waːʑaka      |
| veado     | *baʧa (Proto-Katukina-Katawixi) |                         | baʧa         |

Algumas semelhanças lexicais entre o katukina e o pirahã:
| Português     | Katukina                        | Katawixi      | Pirahã       |
| ------------- | ------------------------------- | ------------- | ------------ |
| cabelo        | dai                             |               | tai          |
| casa          |                                 | kaʔ           | kaí          |
| cobra         | paɡo                            |               | paóhóáhai    |
| lábio         | *biʧi (Proto-Katukina-Katawixi) | bisi          | apese (Mura) |
| porco-do-mato |                                 | abare         | bai          |
| terra/argila  |                                 | pere ‘argila’ | biɡi ‘terra’ |

Algumas semelhanças lexicais entre o katukina as línguas nadahup:
| Português         | Katukina       | Proto-Nadahup  | Daw                |
| ----------------- | -------------- | -------------- | ------------------ |
| água              | taːhi          | *deːk          | děh (Hup)          |
| caminho           | daN            | *dãbã          |                    |
| canoa/casca       | pok ‘canoa’    | *pˀokˀ ‘casca’ |                    |
| cobra             | paɡo           | *pˀaːw         |                    |
| intestino/barriga | miN ‘barriga’  |                | jeʔpî̃n ‘intestino’ |
| lingua            | noku           | *dõkˀɛːd       |                    |
| macaco-de-cheiro  | ipiʤi          |                | biʤ                |
| macaco-prego      | waːʤu          |                | wǎʃ                |
| mulher            | aɲa            | *ʔãːj, *ʔɯ̃ːj   |                    |
| velha/avó         | wa [wah] ‘avó’ |                | wah ‘velho’        |

Algumas semelhanças lexicais entre o katukina as línguas puinave e kak:
| Português         | Katukina               | Katawixi    | Puinave | Proto-Kak          |
| ----------------- | ---------------------- | ----------- | ------- | ------------------ |
| vós               |                        | ia          | ja-     | *jẽ-               |
| ele/ela           | ha-                    |             | ha-     |                    |
| abelha            | muːɲa                  |             | bɯ̃d     |                    |
| árvore            | uːmaN                  |             |         | bãdãʔ (Kakwa)      |
| avô               |                        | aidoma      | doma    |                    |
| bicho-de-pé       | itatu                  |             | dad     | daʔduʔ (Kakwa)     |
| casa              | hak                    |             |         | hak ‘boca’ (Kakwa) |
| cortar            | tuk{-man}              |             | tok     |                    |
| esquilo           | bada                   |             |         | *baraʔ             |
| estômago          | *da (Proto-Katukina)   |             |         | *-daʔ              |
| estrela           |                        | kweji ‘lua’ |         | *kɯj               |
| família, parentes | ʤapa                   |             |         | ʧeːp (Nukak)       |
| língua            | noku                   |             | dok     | *dɯ̃ :k             |
| mãe               | na{-ju}                |             |         | *dãʔ               |
| periquito         | kiri                   | kere        | kiri    |                    |
| sangue            | *mimi (Proto-Katukina) |             |         | *bẽp               |
| tabaco            | uːba                   |             | hɤp     | *hɯːp              |